# Theridula perlata
Theridula perlata är en spindelart som beskrevs av Simon 1889. Theridula perlata ingår i släktet Theridula och familjen klotspindlar.
Artens utbredningsområde är Madagaskar. Inga underarter finns listade i Catalogue of Life.